# Przymus wyborczy
     Obowiązkowy udział w wyborach
     Obowiązkowy udział w wyborach (nieegzekwowany)
     Obowiązkowy udział w wyborach (tylko mężczyźni)
     Obowiązkowy udział w wyborach (tylko mężczyźni, nieegzekwowany)
     Państwa, w których przymus wyborczy obowiązywał w przeszłości

Przymus wyborczy na świecie:
Obowiązkowy udział w wyborach
Obowiązkowy udział w wyborach (nieegzekwowany)
Obowiązkowy udział w wyborach (tylko mężczyźni)
Obowiązkowy udział w wyborach (tylko mężczyźni, nieegzekwowany)
Państwa, w których przymus wyborczy obowiązywał w przeszłości

Przymus wyborczy (obowiązek wyborczy) – obowiązek wzięcia udziału w wyborach powszechnych.
Ustanowienie takiego prawa zostało podyktowane przekonaniem, że każdy obywatel ma obowiązek choćby minimalnej troski o swój kraj, wyrażającej się przez udział w wyborach i referendach. Obecnie przymus wyborczy istnieje m.in. w Singapurze, Australii i Belgii. We Włoszech przymus wyborczy istnieje, lecz nie ma możliwości egzekwowania go ze względu na brak przepisów wykonawczych. Najczęstszą sankcją za niepodporządkowanie się temu prawu, jest grzywna.
Według stanu na sierpień 2013 r. w 22 państwach istniał obowiązek wyborczy; w 11 z nich był on egzekwowany. W 2016 roku obowiązek wyborczy istniał w 26 państwach na świecie, jednak w żadnym (poza Australią) anglojęzycznym.